# Barbara Eberhard-Halter
Barbara Eberhard-Halter (* 7. Mai 1945) ist eine Schweizer Politikerin (zuerst LdU, später CVP).

## Biografie
Barbara Halter wuchs in St. Gallen auf und studierte an der Universität Bern Medizin. Danach bildete sie sich zur Psychiaterin weiter. Nach einigen Jahren als Familienfrau kam sie über ihr Engagement für den Biolandbau in die Politik. Von 1992 bis 2012 war sie Mitglied des St. Galler Kantonsparlaments. Im Landesring der Unabhängigen (LdU) war sie Fraktionspräsidentin und wirkte bei der Totalrevision der Kantonsverfassung mit.
Nach dem Rücktritt des langjährigen LdU-Nationalrates Franz Jaeger rückte sie am 18. September 1995 in den Nationalrat nach. Bei den kurz darauf folgenden Nationalratswahlen 1995 verlor der Landesring seinen St. Galler Sitz, und Barbara Eberhard-Halter wurde damit nicht wiedergewählt. Ihre Amtszeit endete so bereits am 3. Dezember 1995 wieder.
Nach der Auflösung des LdU wechselte sie 1999 in die CVP. Von 2005 bis 2012 gehörte sie als CVP-Vertreterin der fünfköpfigen St. Galler Stadtregierung an. Sie war dort für Schule und Sport zuständig und Vorgesetzte von rund 1400 Mitarbeitenden.
Barbara Eberhard-Halter hat drei Kinder und war verheiratet mit dem inzwischen verstorbenen Franz Eberhard, langjähriger Stadtbaumeister von St. Gallen.